# Groupe LDLC
Ne doit pas être confondu avec LDC.
Le Groupe LDLC est un groupe français de commerce en ligne, créé en 1996 par Laurent de La Clergerie.
La société est cotée en bourse sur Euronext Growth.

## Historique

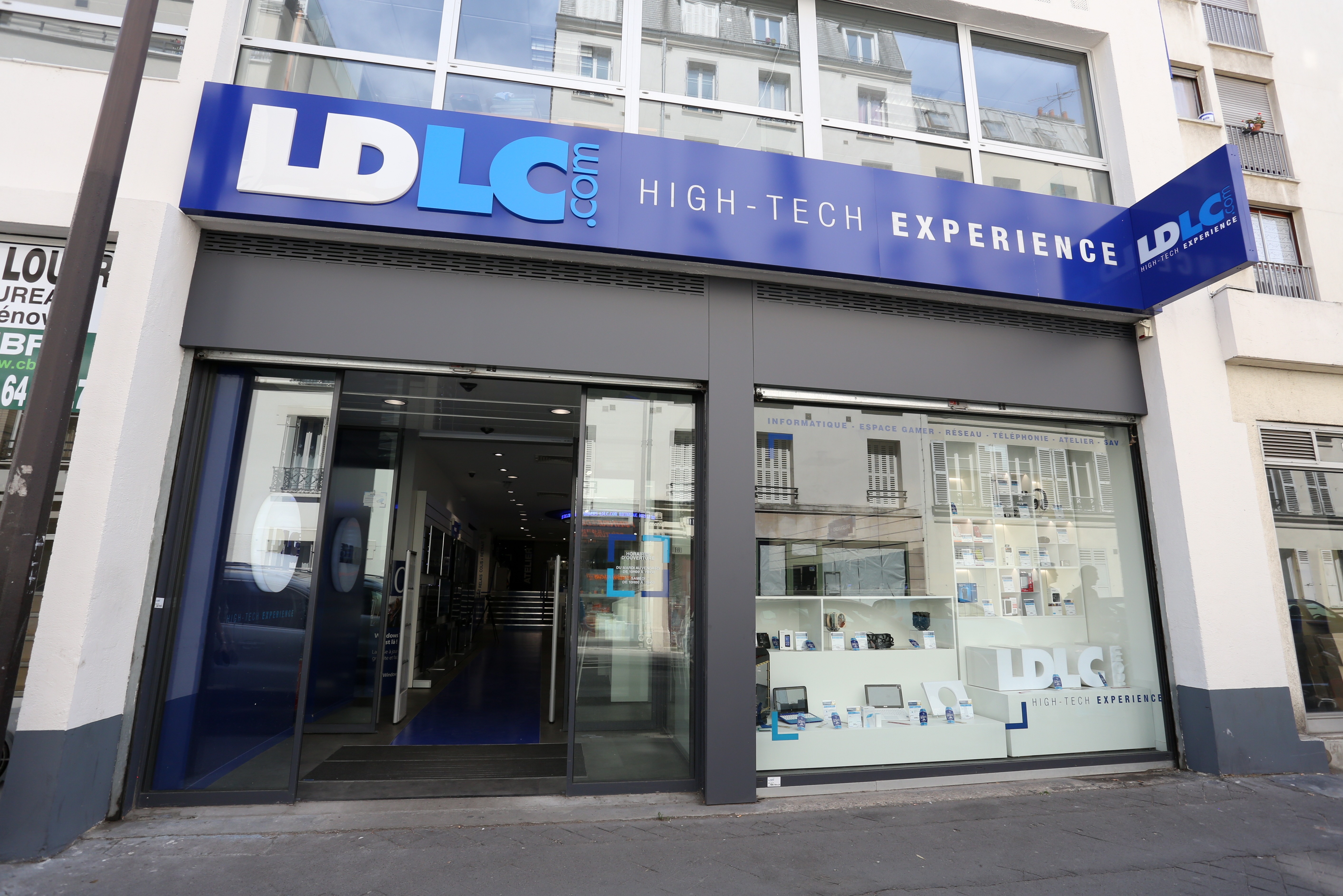
La boutique LDLC dans le de Paris (rue de l'Église).

En 1996, Laurent de La Clergerie, jeune ingénieur lyonnais de 26 ans (diplômé de l'École supérieure de chimie, physique, électronique de Lyon), crée LDLC.com (ses initiales). Les gains d'une chasse au trésor organisée par Max Valentin et Paris Match durant l'été 1997 (100 000 francs soit environ 15 000 euros), ainsi qu'un prêt de son père de 50 000 francs (8 000 euros), permettent à Laurent de La Clergerie de donner les moyens à son entreprise de se développer. 
L'entreprise propose de vendre aux internautes du matériel informatique. Le Groupe LDLC est constitué de différents sites et services annexes à l'activité principale du groupe : la vente en ligne de matériel informatique et multimédia.
En 2000, LDLC crée le site Aideonline.com. Il prend de plus une prise de participation de 35 % dans la société  d'édition de revues et périodiques GameAmp. Toujours en 2000, LDLC est introduit en bourse le 13 avril, il acquiert la même année le site HardWare.fr spécialisé dans les tests de matériel informatique (hardware en anglais).
En 2004, la boutique lyonnaise à Vaise est inaugurée. LDLC crée DLP-Connect (professionnels de l’électricité au service des entreprises)[réf. souhaitée]. Enfin l'entreprise est transférée au Second Marché.
En 2005, LDLC délocalise sa plate-forme logistique à Saint-Quentin-Fallavier, dans le département de l'Isère.
Créée en décembre 2006, Anikop est une filiale du groupe, dédié à l'édition de logiciels informatiques, composée d'environ une trentaine de salariés.
En 2007, LDLC cède sa participation de 49 % dans Gamekult à CNET Networks pour 3,9 millions d'euros.
En 2012, LDLC ferme les sites Plugsquare, Lapcorner et Fillspot. Toujours en 2012, le déploiement en France d’un réseau de magasins physiques sur un modèle de franchise est initié, les premières ouvertures devant arriver dès 2014.
Le 11 février 2014, LDLC cède sa participation dans Factory Eleven, éditeur du site Les Numériques, au groupe FLCP,.
En mars 2016, LDLC acquiert 100 % de la société Domisys S.A.S, propriétaire de la marque concurrente Materiel.net. En octobre 2016, LDLC annonce la construction de son nouveau siège à Limonest avec 7 000 m2 de bâtiment en septembre 2017.  En 2016, le groupe lance en ligne son enseigne dédiée à la puériculture, L'Armoire de Bébé, décliné en boutiques physiques à partir de 2021.
En avril 2017, LDLC.com investit dans la création d’une Gaming House près de Paris pour les membres de sa Team LDLC. Ce nouveau lieu de vie permet aux équipes de se réunir pour préparer leurs compétitions. En octobre 2017, le Groupe LDLC annonce la signature d'un protocole d'accord en vue d'acquérir la société OLYS, distributeur Apple pour professionnels et particuliers.
Fin 2018, à la suite d'un avertissement sur résultat, le titre s'effondre de 26 %. Le groupe a expliqué la dégradation de ses comptes par un environnement de marché moins favorable et les investissements récents.
En juillet 2019, le Groupe LDLC vend son siège social de Limonest pour 32,3 millions d'euros. En octobre 2019, le Groupe LDLC annonce son entrée en négociations exclusives avec Rue du Commerce pour l'acquisition du fonds de commerce de Top Achat.
En février 2020, le Groupe LDLC cesse ses activités de distribution physique en Espagne. Le rachat de Top Achat a été définitivement acté le 10 avril 2020. En juillet 2020, Laurent de la Clergerie, patron du Groupe LDLC, annonce vouloir mettre en place la semaine de 32 heures pour l'ensemble de ses salariés. Le nouveau temps de travail hebdomadaire entre en vigueur en février 2021.
En 2022, le groupe LDLC lance la marque Altyk qui propose des ordinateurs portables et des ordinateurs de bureaux (notamment des PC Gamer) fabriqués en France,.
En avril 2024, LDLC annonce l'acquisition du site Rue du Commerce, et finalise l'opération de rachat en juillet 2024, pour un montant de 6 millions d'euros,.

## Actionnaires
| Actionnaires                        | %    |
| ----------------------------------- | ---- |
| Laurent Villemonte de la Clergerie  | 19,4 |
| Caroline Villemonte de la Clergerie | 9,94 |
| Olivier Villemonte de la Clergerie  | 9,74 |
| Groupe LDLC autocontrôle            | 2,15 |
| HMG Finance SA                      | 1,27 |
| Suzanne Villemonte de la Clergerie  | 1,13 |
| Portzamparc Gestion SA              | 0,95 |
| Keren Finance SAS                   | 0,70 |
| Covéa Finance SAS                   | 0,64 |
| HC Capital Advisors GmbH            | 0,47 |

## Réseau de franchise
En 2012, six ans après l'ouverture de la deuxième boutique physique LDLC, le groupe LDLC débute son projet de créer un réseau de magasins franchisés. La première boutique franchisée du groupe sera celle de Bourgoin-Jallieu en 2014.

## Communication

### E-sport

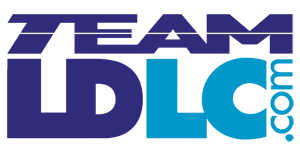
Logo de la Team LDLC.

Le 16 août 2010, un partenariat entre les sociétés D4gaming et LDLC.com est signé dans le domaine du sport électronique, donnant naissance à la Team LDLC.com.
En janvier 2020, un partenariat est signé avec OL Groupe, la holding de l'Olympique lyonnais, et sa section Esport faisant que l'équipe est renommée « LDLC OL ».
En mai 2023, LDLC annonce la fin de cette activité.

### Basket-ball
Le 11 septembre 2012, un sponsoring est officialisé avec le club français de basket-ball ASVEL Lyon-Villeurbanne pour la saison 2012-2013. En 2013, LDLC prolonge le sponsoring du club ASVEL Lyon-Villeurbanne pour les trois saisons suivantes (2013-2014, 2014-2015, 2015-2016) et passe au statut de « partenaire majeur » (unique annonceur présent sur la face avant du maillot). En 2016, le Groupe LDLC reconduit son sponsoring du club en tant que partenaire majeur pour quatre saisons.
Le 11 septembre 2018, le club fait le choix du naming pour l'appellation de son équipe professionnelle sous le nom de « LDLC ASVEL », puis à l'automne 2019 LDLC étend son partenariat à l'équipe féminine qui devient LDLC ASVEL féminin.

### Réchauffement climatique
En avril 2021, LDLC devient l'un des plus gros actionnaires de Team for the Planet (TFTP), un fonds à but non lucratif pour lutter contre le réchauffement climatique, en investissant 200 000 €.